# Средневековая фортификация
Средневековая фортификация (укрепление) относится к военно-инженерной средневековой технологии, которая охватывает развитие и использование фортификационного строительства в Европе примерно от падения Западной Римской Империи до эпохи Ренессанса. В течение этого тысячелетия фортификационные сооружения изменили Средневековые войны и, в свою очередь, были изменены, чтобы соответствовать новым военным тактикам, оружию и методам осады.

## Типы фортификационных сооружений

### Башня лучников
Башни средневековых замков обычно были сделаны из камня или иногда (но редко) из древесины. Зачастую ближе к поздней части эпохи они включали зубчатые стены и бойницы. Бойницы представляли собой вертикальные прорези в стене, через которые лучники стреляли в нападающих изнутри стен, что чрезвычайно затрудняло атакующим попадание стрел в защитников.

### Городские стены
Конкретный вариант стен средневекового города зависел от имеющихся ресурсов для их строительства, характера местности и предполагаемой угрозы. В Северной Европе в начале эпохи стены, в основном, были построены из древесины и защищали от небольших атак. Древесина была заменена камнем для обеспечения более высокой безопасности, особенно там, где камень был легко доступен для строительства. Такой картина событий наблюдалась в Пяти Боро Денло в Англии.
Во многих случаях стена могла иметь внутренний и внешний померий (полоса чистой земли, непосредственно примыкающая к стене). Слово померий происходит от позднего средневекового, производного от классического латинского post murum (за стеной). Внешний померий, лишённый кустарников и строений, давал защитникам ясное представление о том, что происходит снаружи, и беспрепятственное поле для обстрела. Внутренний померий давал готовый доступ к задней части куртины, чтобы облегчить передвижение гарнизона в нужное место.
Кроме того, ко времени изобретения пороха (XIV век) средневековые стены уже не были защищены от серьёзной угрозы со стороны армии, поскольку они не были рассчитаны на то, чтобы противостоять пушечному обстрелу. Они иногда перестраивались, как в Берик-апон-Туид, или сохранялись для использования против воров и других менее серьёзных угроз. Очень сложные и комплексные схемы городской обороны были разработаны в Нидерландах и Франции, но они относятся в основном к постсредневековым периодам. К 1600 году средневековая стена, скорее всего, рассматривалась скорее как платформа для демонстрации повешанных, а померий — как площадка для сбора зрителей, или как источник строительного камня и место для его использования, соответственно. Однако некоторые из них, такие как Крепость Каркасон и Городские стены Дубровника, сохранились довольно хорошо и были восстановлены почти полностью.
На смену средневековым стенам, которые уже не годились для обороны, пришла «звёздчатая крепость» (также «итальянский обвод»). Появление бастионной фортификации было связано с развитием артиллерии. Фортификационные сооружения бастионного типа продолжали сооружаться до середины XIX века. С развитием дальнобойной артиллерии «звёздчатая крепость» устарела к началу XX века.

### Гавань
Гавань или какой-то вид доступа к воде часто был необходим для строительства средневековых укреплений. Это был прямой путь для торговли и фортификации. Наличие прямого доступа к водоему обеспечивало маршрут для пополнения запасов во время войны, дополнительный способ транспортировки в мирное время и потенциальную питьевую воду для осаждённого замка или крепости. Понятие рек или гаваней, идущих непосредственно к стенам укреплений, особенно использовалось англичанами, когда они строили замки по всему Уэльсу. Есть свидетельства того, что гавани были укреплены, с деревянными сооружениями в воде, создающими полукруг вокруг гавани, или причалы, как это видно в художественной реконструкции Хедебю, Дания, с проходом для доступа судов к суше. Обычно эти деревянные конструкции имели небольшие сооружения на каждом конце, создавая сторожевую и оборонительную платформу.

### Церкви и монастыри
Религия была важной частью жизни средневековых солдат, и церкви, часовни, монастыри и другие здания религиозного назначения часто включались в стены любого укрепления, будь то временное или постоянное. Место для проведения религиозных служб обычно было очень важно для поддержания боевого духа солдат.

### Мотт и бейли
Мотт и бейли (встречается русское название курганно-палисадный замок) был преобладающей формой замка в течение XI и XII веков. Внутренний двор (называемый бейли — двор замка) был защищен рвом и частоколом (крепким деревянным забором). Часто вход был защищен подъёмным мостом или деревянной надвратной башней. Внутри замка находились конюшни, мастерские и часовня. Мотт был последним убежищем в этом типе замка. Это была возвышенная земляная насыпь, размеры которой значительно варьировались и были от 3 до 30 метров в высоту и от 30 м до 90 м в диаметре. На вершине мотта была башня. В большинстве случаев башня была сделана из древесины, хотя некоторые были также сделаны из камней. Каменные башни были найдены в естественных курганах, так как искусственные были недостаточно прочны, чтобы поддерживать каменные башни. У больших моттов были башни со множеством комнат, включая большой зал. У тех, что поменьше, была только сторожевая башня.

## Строительство
Строительство иногда могло занять десятилетия. Вереница валлийских замков, построенных Эдуардом I, была исключением в том смысле, что он сосредоточил большую часть ресурсов своего королевства на их быстром строительстве.

### Местоположение
Природа может обеспечить очень эффективную защиту замка. По этой причине многие замки строились на больших холмах, утесах, вблизи рек, озёр или даже пещер.

### Материалы
Материалы, которые использовались при строительстве замков, менялись на протяжении всей истории. Дерево использовалось для большинства замков до 1066 года. Они были дешевы и быстро строились. Причина, по которой древесина перестала использоваться в качестве материала, заключается в том, что она довольно легко воспламеняется. Вскоре камень стал более популярным.
Каменные замки строились годами в зависимости от общего размера замка. Камень был прочнее и, конечно же, намного дороже дерева. Большинство камней приходилось добывать за много миль от места строительства, а затем доставлять на стройплощадку. Но с изобретением пушки и пороха замки вскоре утратили свою силу.

### Расходы
Стоимость стен зависела от используемого материала. Деревянные стены были дешевле и строились быстро, но были слабыми. Каменные стены были прочнее, но они были очень дорогими и требовали много времени для строительства.

### Рабочая сила
Рабочая сила в средневековую эпоху в Европе состояла в основном из зависимых (крепостных) крестьян.

### Стены
Высота стен сильно варьировалась в зависимости от замка, а толщина зачастую была от 2,5 м до 6 м. Стены обычно были увенчаны зубцами или парапетом, которые обеспечивали защиту обороняющимся. Некоторые из них также отличались наличием навесных стрельниц (варницы, машикули) (французское machicoulis, от провансальского machacol: macar — «раздавить, разбить» + col — «шея»), которая состояла из проёмов между стеной и парапетом, образующих карниз из парапета, позволяя защитникам бросать камни, кипящую воду или что-то другое на нападающих внизу.
Некоторые замки имели дополнительные внутренние стены, как дополнительные укрепления, с помощью которых можно было установить защиту, если внешние стены были прорваны.

### Ворота
Любой проход через стену образует очевидное слабое место. Чтобы быть практичным, проход должен вмещать припасы, проносимые через него, а атакующим было бы трудно пробить брешь. Например, проход через канавы или рвы должен быть замкнут, чтобы не допустить атакующих. Использование нескольких стен или рвов вокруг входа также затруднило бы обороняющимся практическое использование входа, что потребовало бы более совершенных методов управления. Ворота появились во многих формах, от простых каменных контрфорсов и деревянных блоков до массивных и внушительных каменных арок и толстых деревянных дверей, наиболее ассоциирующихся со средневековой цитаделью.

### Поля боя
Поле боя находилось между главной и вторичной стенами, поэтому, когда первая стена была проломлена, нападавшие попадали на поле боя и сталкивались с другой стеной, с которой их обстреливали солдаты. Солдаты были размещены на вершине вторичной стены и вооружены разнообразным оружием, начиная от луков и арбалетов и заканчивая простыми камнями.

### Рвы
Рвы были обычным дополнением к средневековым укреплениям. Их главной целью было просто увеличить эффективную высоту стен и предотвратить рытье под стенами. Во многих случаях естественные водные пути использовались в качестве рвов и часто расширялись за счет канав, чтобы окружить как можно большую часть укреплений. Преднамеренно, рвы и канавы были вырыты так, чтобы не позволить атакующему осушить систему. Благодаря этому решались две защитные задачи: приближение к навесной стене замка становилось более трудным, а подрыв стены практически невозможным.
Расположить замок на небольшом острове было очень выгодно с оборонительной точки зрения, хотя это делало поставки припасов и строительных материалов более сложными и дорогими.

### Главные башни
Главная башня (или Донжон) — это мощная центральная башня, которая обычно является сердцем замка. Часто донжон является наиболее защищенной областью замка, и как таковой может образовывать главную жилую зону для дворянина или лорда, или содержать важные склады, такие как оружейная палата или главный колодец.

### Лестницы
Лестницы строились также с важной оборонительной целью, имея ступени с уловкой. Это были ступени, которые отличались высотой подъёма или глубиной ступени от остальных и заставляли любого, кто бежал вверх по лестнице, спотыкаться или падать, таким образом замедляя продвижение нападавших.

### Двери
Типичная наружная деревянная дверь выполнялась из двух слоев дубовых досок. На переднем и заднем слое двери доски располагались взаимоперпендикулярно, как простая форма фанеры. Два слоя скреплялись между собой железными шипами, а конструкция усиливалась и укреплялась железными полосами.
Сами шипы выдвигались вперед, чтобы нападающие вынуждены были повредить свое оружие (мечи, топоры и т. д.) при попытке прорваться.

## Переход к современной фортификации
Начиная с середины XV века мощь пушек росла, а средневековые стены устарели, поскольку они были слишком тонкими, чтобы обеспечить какую-либо реальную защиту от длительного обстрела пушками. Вследствие этого средневековые стены часто модернизировались с добавлением артиллерийских платформ или бастионов, а зубчатые стены заменялись толстыми парапетами с амбразурой. Во многих случаях средневековые стены были демонтированы и их каменная кладка, которая все ещё была ценна как строительный материал, была повторно использована при строительстве новых укреплений. Освободившееся пространство часто можно увидеть в старых центрах городов Европы даже по сей день, поскольку более широкие улицы часто очерчивают место, где когда-то стояла старая стена (это видно, например, в Праге и Флоренции). Переход между средневековым и ранним современным укреплением можно увидеть в Родосских укреплениях в Греции и Укреплениях Фамагусты на Кипре.

## Оборонительные препятствия
Так же, как современные военные инженеры увеличивают полевые укрепления препятствиями, такими как ограждение колючей проволокой, средневековые инженеры использовали несколько типов препятствий, в том числе засеки, чеснок, рогатка, и волчья яма.